# 沙基惨案纪念碑
沙基惨案纪念碑位于中国广州市沿江西路上，是一座纪念在沙基惨案中遇难人士的纪念碑。

## 背景
民国14年（1925年）6月23日，10多万名群众游行至沙基西桥口时，遭到英国士兵开枪扫射，至少造成50多人死亡、数百人受伤。为纪念这一事件，1926年1月广州市政府将沙基马路改名为六二三路，并在沙面东桥头六二三路上竖立“毋忘此日”纪念碑，同年6月23日，举行路名和纪念碑落成典礼。

## 几度迁移重建
该纪念碑原位于沿江西路小广场上，坐西朝东、正面为广场、右侧为珠江、左侧为沿江西路。碑呈方锥形，顶尖，上小下大，高2.78米，底座宽1.07米，底座与中间有小梯级，花岗石质地。碑正面竖着阴刻“毋忘此日”，上款为“中华民国十四年六月廿三日”，下款为“中华民国十五年六月廿三日广州市政府立”，字体均为楷书。
中华人民共和国成立后，1950年因东桥扩建，将原碑拆毀，迁移东桥脚，改建一座高大的纪念碑立于桥头，改名为沙基惨案烈士纪念碑。碑呈方锥形，上小下大，碑身高5米、底边3.7米，碑座高1.4米、长4米、宽3米，正面有梯级，为钢筋混凝土石米批荡砌筑。碑正面镌刻“一九二五年六月二十三日沙基反对帝国主义斗争中牺牲的烈士们永垂不朽！”下款为“一九五〇年十月一日立”。
1967年因兴建人民桥时，将此碑拆去，后在桥北东侧再建近10米高的纪念碑。

## 现况
1999年因建设内环路和扩建人民桥需要，再次被拆卸，2001年广州市人民政府按照1926年原碑样式及在原址东侧10至20米处第四度修建，于10月18日落成。在碑的后方，另立一块正方形的花岗岩，上面刻写着“沙基惨案纪念碑重建说明”，纪念碑周围栽有塔形的长青树。纪念碑于1963年3月被公布为第一批广州市文物保护单位，1995年5月被列为广州市荔湾区第一批爱国主义教育基地。
2013年7月19日，纪念碑遭几个年轻的外地人恶意涂鸦损毁。

## 公共交通
- 巴士：文化公园总站、南方大厦总站、南方大厦站
- 渡轮：西堤码头

## 外部連結
- 广州英烈网
- 沙基惨案：毋忘此日，广州日报
- 大洋网
- 沙基惨案发生地及纪念碑[永久]，广州图书馆